# Miltochrista formosana
Miltochrista formosana là một loài bướm đêm thuộc phân họ Arctiinae, họ Erebidae.